# اوکلید جنوبی (اوهایو)
اوکلید جنوبی(به انگلیسی: South Euclid) شهری در ایالت اوهایو کشور ایالات متحده آمریکا است که جمعیت آن در سرشماری سال ۲۰۱۰ میلادی، ۲۲٬۲۹۵ نفر بوده‌است.